# Castello di Roddi
Il castello di Roddi è una fortificazione situata sulla vetta della collina su cui è arroccato il borgo di Roddi, in provincia di Cuneo, in Piemonte.
Il castello è noto per essere stato di proprietà della famiglia Pico della Mirandola.

## Storia

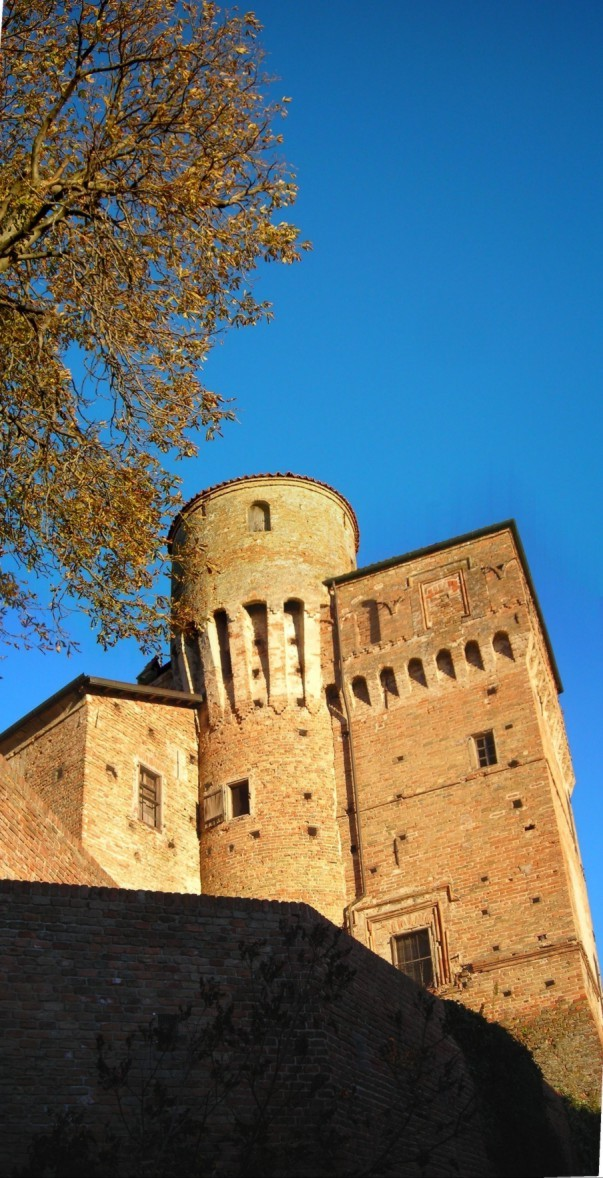
Torre

La primitiva costruzione del castello risale all'XI secolo, subendo un notevole rimaneggiamento nei secoli successivi: la definitiva conformazione del castello è databile infatti tra la fine del XIV e l'inizio del XV secolo ad opera della famiglia dei Faletti. Nel Medioevo fu feudo dei marchesi del Monferrato.

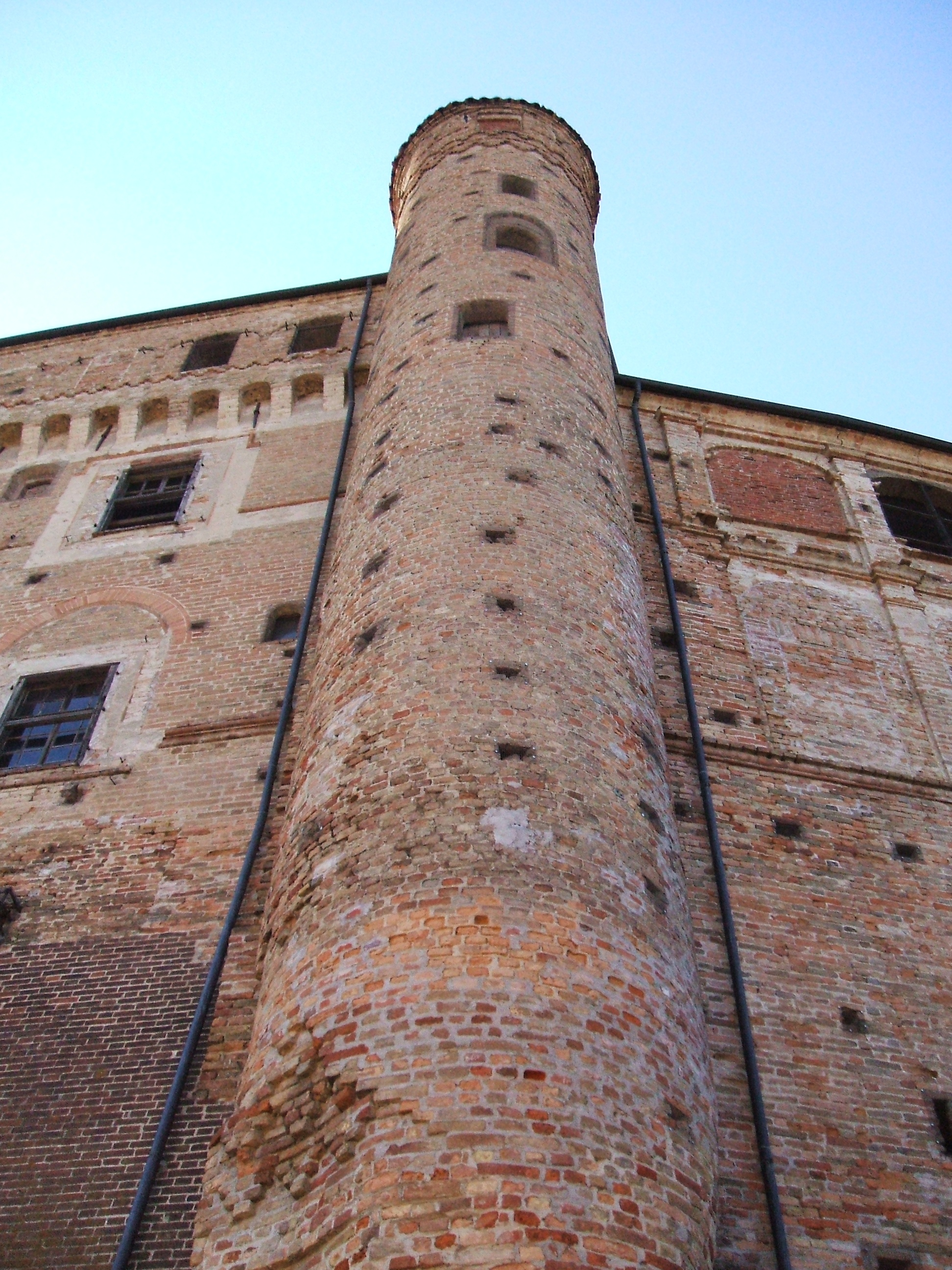
Torre maestra

Il 5 dicembre 1525 Giovanna Carafa (moglie di Giovanni Francesco II Pico della Mirandola, nipote del celebre filosofo umanista Giovanni Pico della Mirandola) comprò da Anna d'Alençon, vedova di Guglielmo IX Paleologo, marchese di Monferrato, e tutrice di Bonifacio IV, il castello di Roddi con le terre sottomesse e i relativi diritti giurisdizionali nel territorio di Roddi d'Alba, per il prezzo di 6.000 scudi d'oro del sole. L'11 dicembre i rappresentanti delle famiglie di Roddi, riuniti nella chiesa del paese, giurarono fedeltà a Giovanna Carafa. L'imperatore Carlo V confermò l'acquisto di Roddi con diploma firmato a Granada il 20 giugno 1525. Dopo l'assassinio di Giovanni Francesco II Pico e del figlio Alberto nel 1533 all'interno del castello dei Pico, la moglie Giovanna Carafa con i figli superstiti e i nipoti si dovettero trasferire a Roddi, usurpati del loro legittimo dominio su Mirandola dal nipote Galeotto II Pico.
Successivi proprietari dei castello furono i Della Chiesa di Saluzzo, che ne presero possesso nel 1690. Dopo il Congresso di Vienna il castello di Roddi divenne proprietà dei Savoia e poi dello Stato italiano. Nel 2001 il castello divenne infine di proprietà comunale.
Nel 2007 è entrato a far parte del circuito degli otto castelli "Castelli D.O.C." del sito UNESCO del Paesaggio vitivinicolo del Piemonte: Langhe-Roero e Monferrato, che include i manieri di Grinzane Cavour, Barolo, Serralunga d'Alba, Govone, Magliano Alfieri, Roddi d'Alba, Mango e Benevello. È inoltre inserito nel circuito dei "Castelli Aperti" del Basso Piemonte.
In una porzione del castello è stata poi inaugurata la Scuola internazionale di cucina del tartufo bianco d'Alba. Ai piedi del castello ha sede dal 1880 la cosiddetta "Università dei cani da tartufo" fondata nel 1880 da Antonio Monchiero detto "Barot".

## Architettura

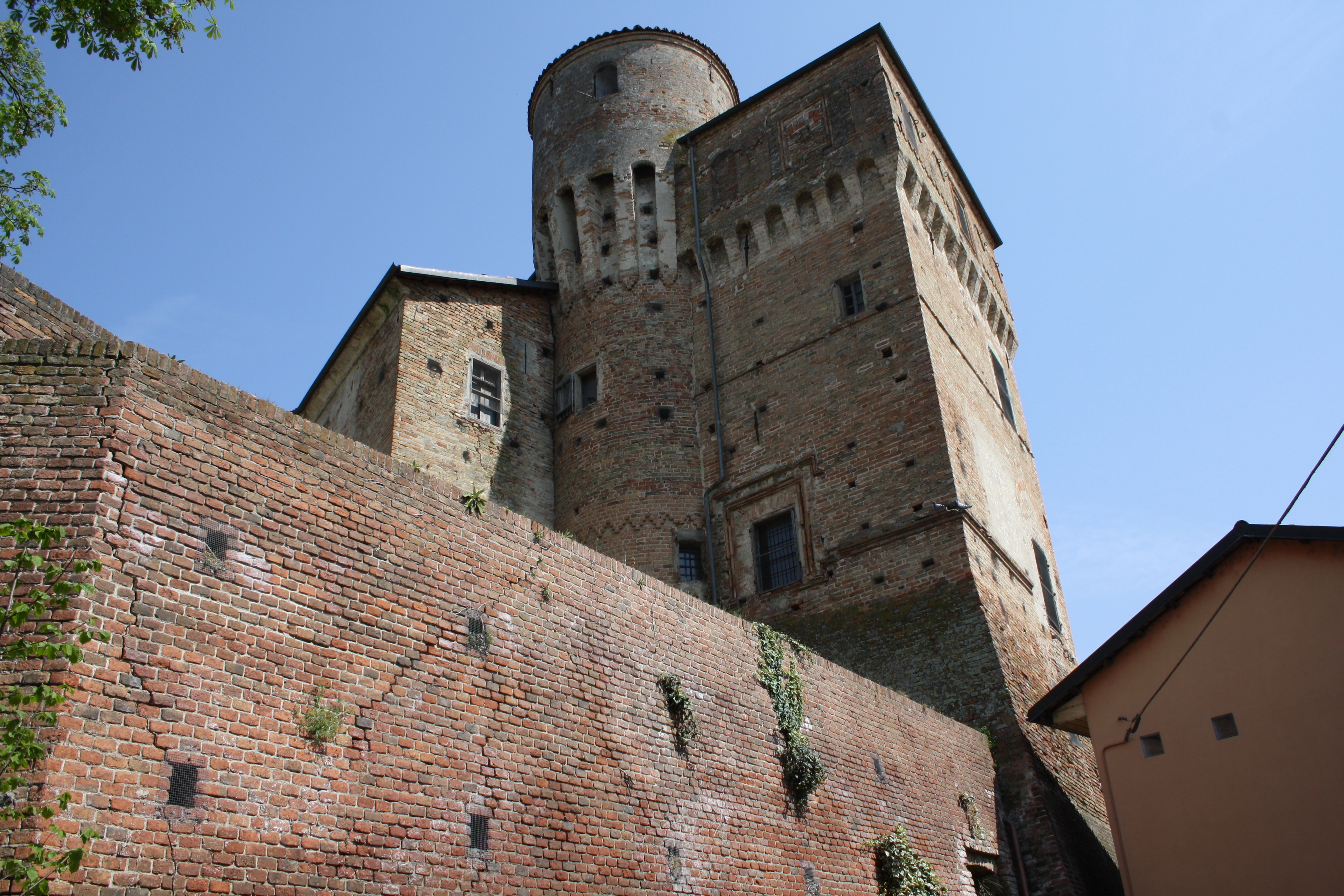
Castello

L'architettura medievale, alta ed imponente, si compone di un corpo centrale suddiviso in tre piani, con la presenza agli angoli opposti di due torri cilindriche poderose. Le difese della fortezza sono caratterizzate da caditoie poste all'ultimo piano.
La torre maestra è alta e snella, realizzata all'interno di un dongione quale punto d'osservazione e ultimo rifugio in caso di assedio di nemici. L'altra torre è invece pensile e più bassa.
L'accesso al castello era possibile tramite un ponte levatoio, oggi non più esistente, per cui l'ingresso avviene tramite un cortile esterno.
L'interno del castello è abbellito da ricche e preziose decorazioni, oltre che dai soffitti lignei a cassettoni. In una porzione del castello sono conservate le antiche cucine, risalenti al Cinquecento.